# Barnatro
Barnatro kallas den okomplicerade religiösa övertygelse som en person bär med sig genom livet efter att ha förvärvat den som barn. Kristen barnatro beskrivs ofta som tro på Gud (fadern) som en skäggprydd äldre man. Ejnar Westling skrev på 1920-talet en andlig sång på temat, Barnatro som blivit mycket känd.

### Fotnoter
1. ↑  ”Barnatro”. Synonymer. https://www.synonymer.se/sv-syn/barnatro. Läst 27 maj 2018.